# Milton Gordon
Pour les articles homonymes, voir Gordon.
Milton Myron Gordon, né le 3 octobre 1918 à Gardiner et mort le 4 juin 2019, est un sociologue américain. Il a enseigné en tant que professeur à l'Université du Massachusetts à Amherst.
Il a principalement contribué à la sociologie des migrations. En 1947, il introduit le terme de sous-culture,. Il est également connu pour son ouvrage Assimilation in American Life dans lequel il développe une théorie multidimensionnelle de l'intégration des immigrés.

## Biographie
Milton Gordon est né de parents juifs russes. À 13 ans, après le divorce de ses parents, il déménage à Portland avec sa mère. Après avoir fréquenté le Bowdoin College, il étudie à l'Université Columbia à partir de 1939. Ses professeurs universitaires sont entre autres Theodore Abel, Robert MacIver, Robert Staughton Lynd, Ralph Linton et Ruth Benedict. En 1940, il y obtient sa maîtrise, en 1950 son doctorat.
Après avoir enseigné en tant que professeur adjoint dans diverses universités américaines, Gordon rejoint l'Université du Massachusetts à Amherst en 1961 en tant que professeur. Il prend sa retraite en 1986.